# Altheides
Altheides (narozen roku 1193 - 1262 na Kypru) byl řecký filozof, známý je především z děl, která mu jsou připisována jinými autory. Je trochu znám jako Altheides Kyperský, potulný filozof, a jen malá část jeho děl se zachovala do dnešní doby.

## Životopis
Altheides se narodil v rodině řeckého obchodníka, žijícího na ostrově Kypru. Altheides se narodil za vlády křižáckého krále Guye de Lusignan. Někdy v období svého dospívání opustil Kypr jako námořník na maurské obchodní lodi. Altheidovo jméno se opět objevilo v historických pramenech v souvislosti se založením své Filozofické školy v Jeruzalémě roku 1226 za vlády al-Kamila, Saladinova synovce a pána Jeruzaléma. Jeho škola nebyla nějak zvlášť úspěšná, a zakrátko, v roce 1229 rozpuštěná po podpisu smlouvy al-Kamila s křižáky, kdy se město Jeruzalém navrátilo pod křesťanskou nadvládu. Od této chvíle se už o Altheidovi ví velmi málo. Různé zprávy a dobové písemné památky se zmiňují o jeho přítomnosti na různých místech jako Maroko, Španělsko, Řím či Egypt. Altheides zemřel na Kypru poblíž místa, kde prožil své dětství.

## Dílo
Altheides nikdy nepsal práce, zabývající se vážnými filozofickými úvahami, je spíše znám svými mnohými slavnými výroky, připisované jemu v dílech jiných spisovatelů z počátku 13. století.
Běžíme směrem k propasti, ale máme naději, že až doběhneme k okraji, budeme schopni létat. (O vzdělání a učení, Jeruzalém, 1227)
Když se tě někdo zeptá, zda můžeš něco vykonat, můžeš odpovědět pouze dvěma způsoby: "ano" a "ještě ne". (Jeruzalém, 1227)
Chytrý muž je schopen vyřešit hádanku, a zběhlý muž zná mnoho odpovědí, ale pouze moudrý muž ví, kterou hádanku řešit a na kterou otázku odpovědět. (O lidském vnímání inteligence, Athény, 1236)
Život je plný hranic, a život žitý v nich je životem naprosto bezcenným. (Athény, neznámý rok)